# 호세이토 페르난데스
호세이토 페르난데스(Joseíto Fernández, 1908년 9월 5일 ~ 1979년 10월 11일)는 쿠바의 남성 싱어송라이터이다.

## 이력
1928년 가수 데뷔하였다.

## 유명세
그는 보통적으로 대한민국 국내에서는 〈과히라 관타나메라(Guajira guantanamera)〉라는 노래를 오리지널 원곡 자작 노래하여 히트한 가수로 잘 알려져 있다.